# Skadi

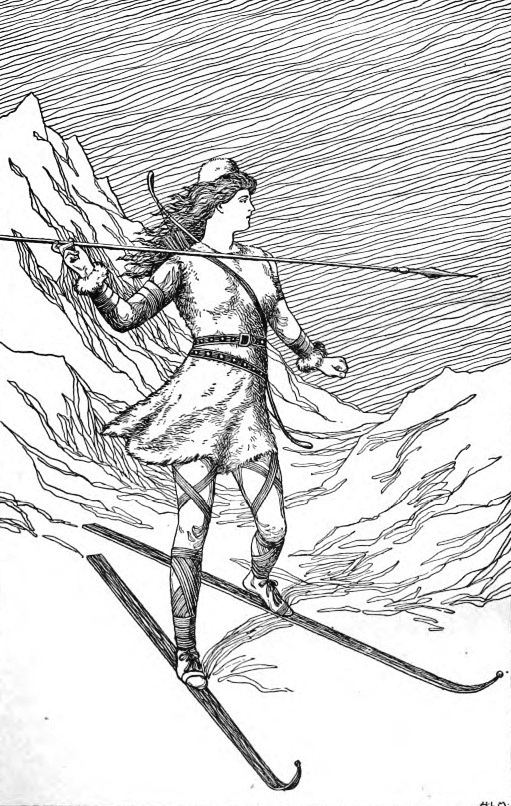
Skadi caçant a les muntanyes (1901) per H. L. M.

A la mitologia nòrdica, la geganta Skadi  (o Skaði) era la deessa de l'hivern i caçadora amb arc. Era filla del gegant Þjazi, i quan aquest va ser assassinat pels ansos, la geganta Skadi va marxar a Asgard a la recerca de venjança. Temorós d'enfrontar-se a la deessa de l'hivern, Odin li va oferir posar els ulls del seu pare al firmament perquè hi brillessin convertits en estrelles, casar-la amb un déu i fer-la riure. L'única condició que els déus van imposar a Skaði fou que triaria el seu futur marit veient-li només els peus. Ella esperava elegir Balder, però va errar el destí i va escollir Njǫrðr, un déu de la mar i els vents. No estaven fets l'un per l'altre i, finalment, es van separar. Hi ha qui afirma que es va casar amb Ull, déu dels patins de neu i el tir amb arc. Altres diuen que va tenir amb Odin diversos fills. Sigui com sigui, Skaði dona nom a Esca[n]dinàvia, una península de la qual hom creia, antigament, que era una illa (una àvia -aquest mot vol dir illa en germànic-): Skadin-àvia és l'Illa de Skadi.